# リーキ (種)
リーキ（Allium ampeloprasum）は、ネギ属の一種である。この野生種は英語では「wild leek（野生のリーキ）」または「broadleaf wild leek（葉が広い野生のリーキ）」と通常呼ばれている。自生地域は南ヨーロッパから西アジアであるが、その他多くの場所で栽培され、多くの国々で帰化している。
Allium ampeloprasumは、ポルトガルからエジプト、ルーマニアまで黒海、アドリア海、地中海に接する全ての国々の原産と考えられている。ロシアおよびウクライナでは、クリミア半島を除いて侵入種と見なされる。また、エチオピア、ウズベキスタン、イラン、イラクにも自生している。イギリス、アイルランド、チェコ共和国、バルト三国、アゾレス諸島、マデイラ諸島、カナリア諸島、アルメニア、アゼルバイジャン、パキスタン、中国、オーストラリア（クイーンズランド州とタスマニア州を除く全ての州）、メキシコ、ドミニカ共和国、プエルトリコ、ハイチ、アメリカ合衆国（南部とカリフォルニア州、ニューヨーク州、オハイオ州、イリノイ州）、ガラパゴス諸島、アルゼンチンに帰化していると考えられている。本種が「ヨークタウン・オニオン」と呼ばれているバージニア州海岸地域では、ヨーク郡の法律によって保護されている。
本種は、先史時代の民族によってグレートブリテン島に持ち込まれたようだ。生息地域はイングランド南西部およびウェールズの海岸近くの岩がちな場所である。
Allium ampeloprasumは5つの栽培野菜、すなわちリーキ、ジャンボニンニク、パールオニオン、クラト（kurrat）、ペルシャリーキに分化してきた。
野生の集団は直径最大3 cmの球根を付ける。花茎の断面図は丸く、高さはそれぞれが最大180 cmで、500個もの花からなる散形花序を付ける。花はつぼ形で、直径最大6 mm; 花被片は白、ピンク、または赤色; 葯は黄または紫色; 花粉は黄色である。

## 野菜
Allium ampeloprasumはいくつかの野菜を包含する。そのうち最も重要なものとして以下の野菜がある。
- リーキ
- ジャンボニンニク
- パールオニオン（英語版）
- クラト[8][11]、エジプト・リーキ、サラダ・リーキ – この変種は小さな球根を有し、主に葉が食される。
- ペルシャ・リーキ (Allium ampeloprasum ssp. persicum)  – 中東およびイラン原産の栽培化されたネギ属で、料理目的て栽培されており、ペルシャ語ではtarehと呼ばれる。線状に伸びる緑色の葉は弱いタマネギの匂いを有し、単独または他の食品と組み合わせて生食される[12]。

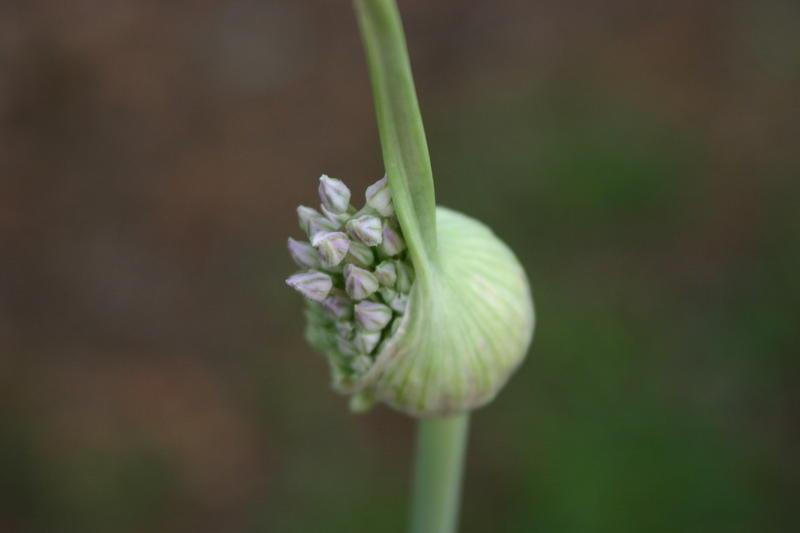
広がって蕾が覗いた仏炎苞
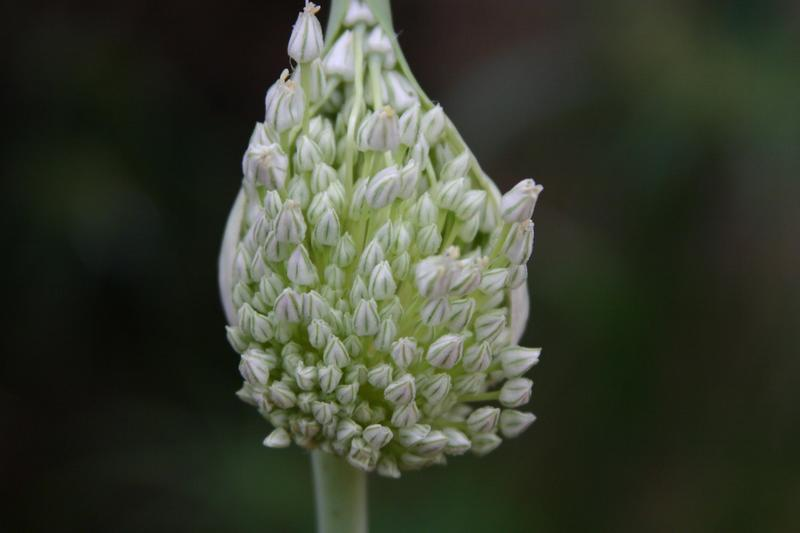
完全に閉じた仏炎苞
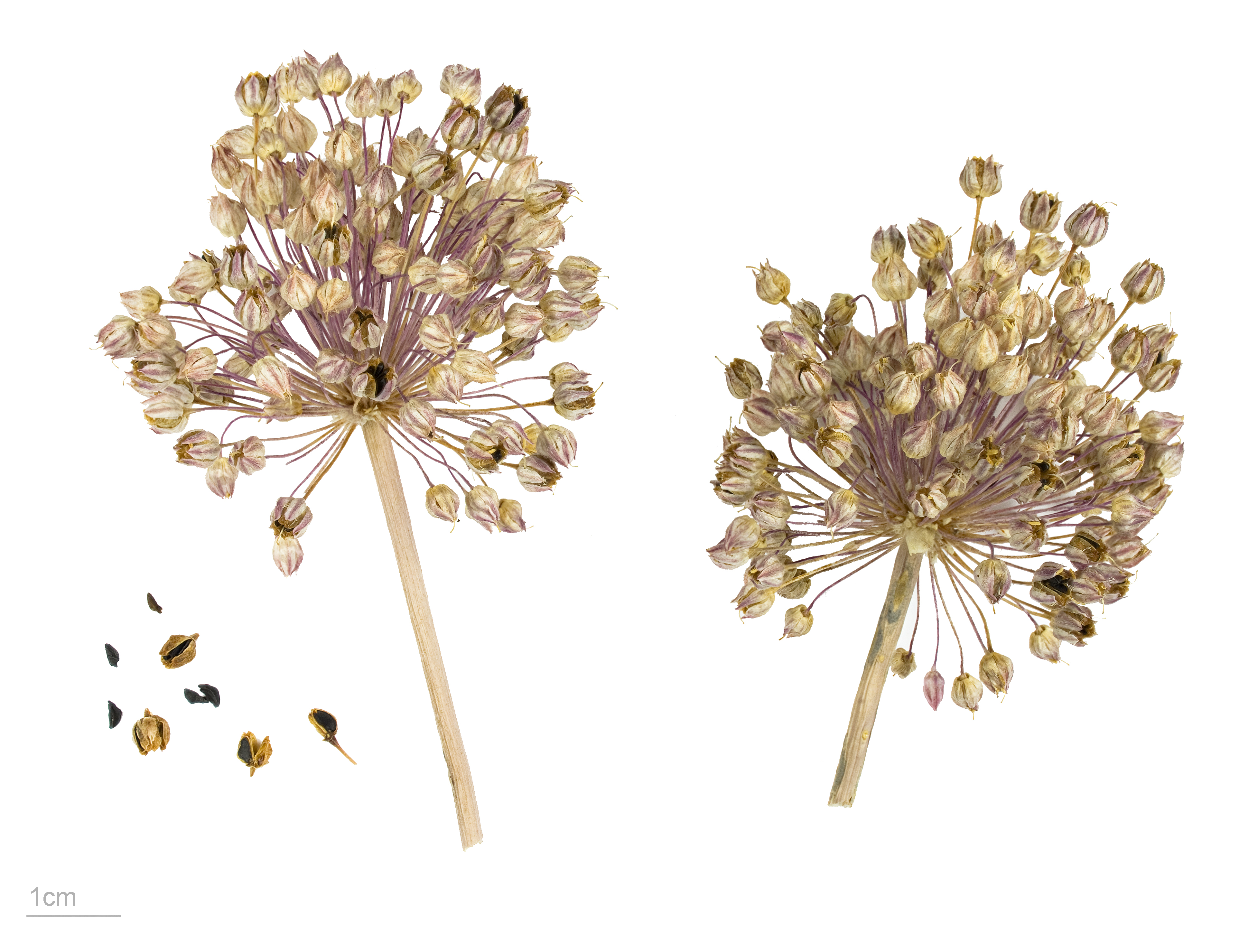
Allium ampeloprasum - MHNT（英語版）
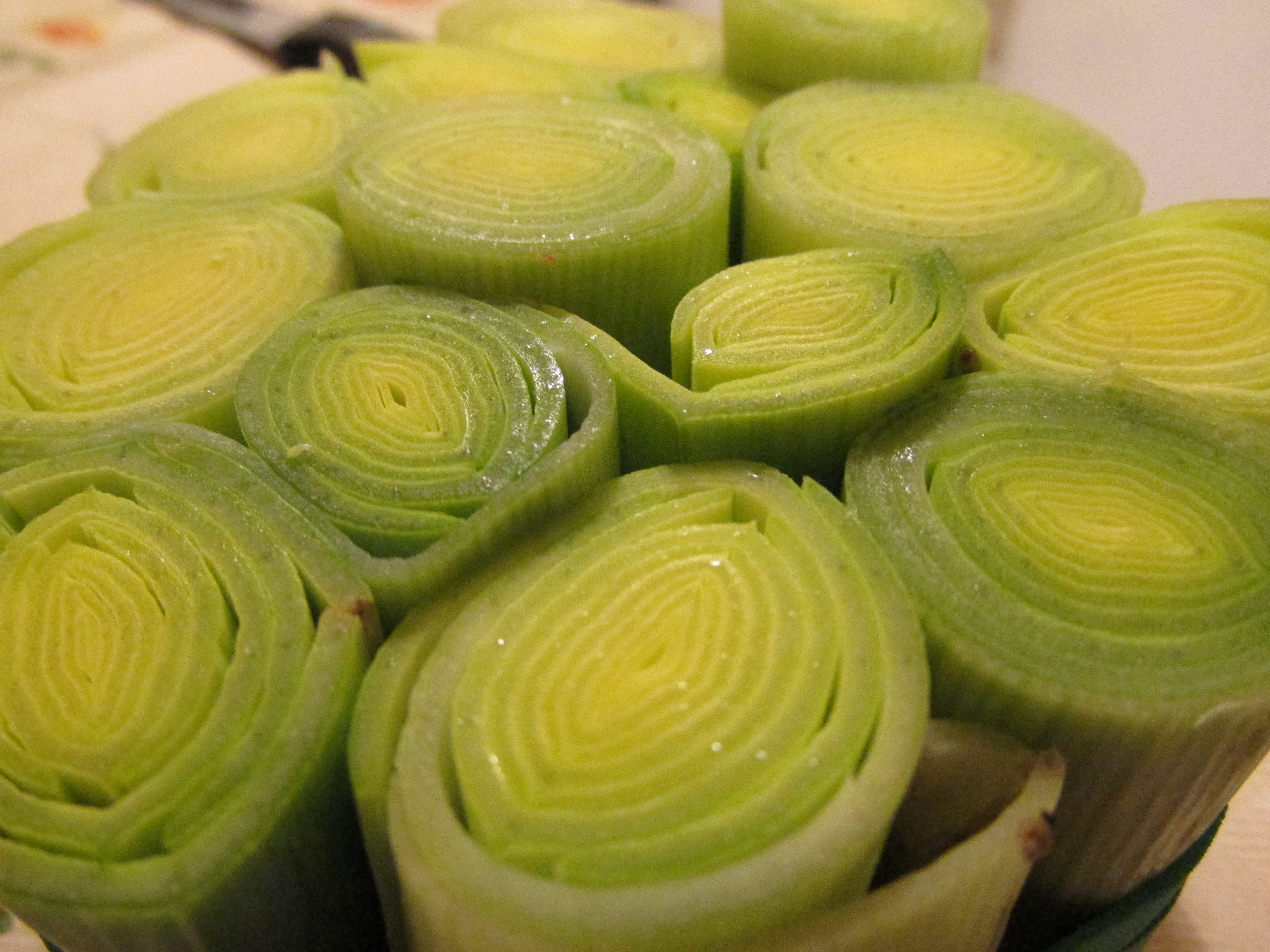
断面